# Zofia Rabcewicz

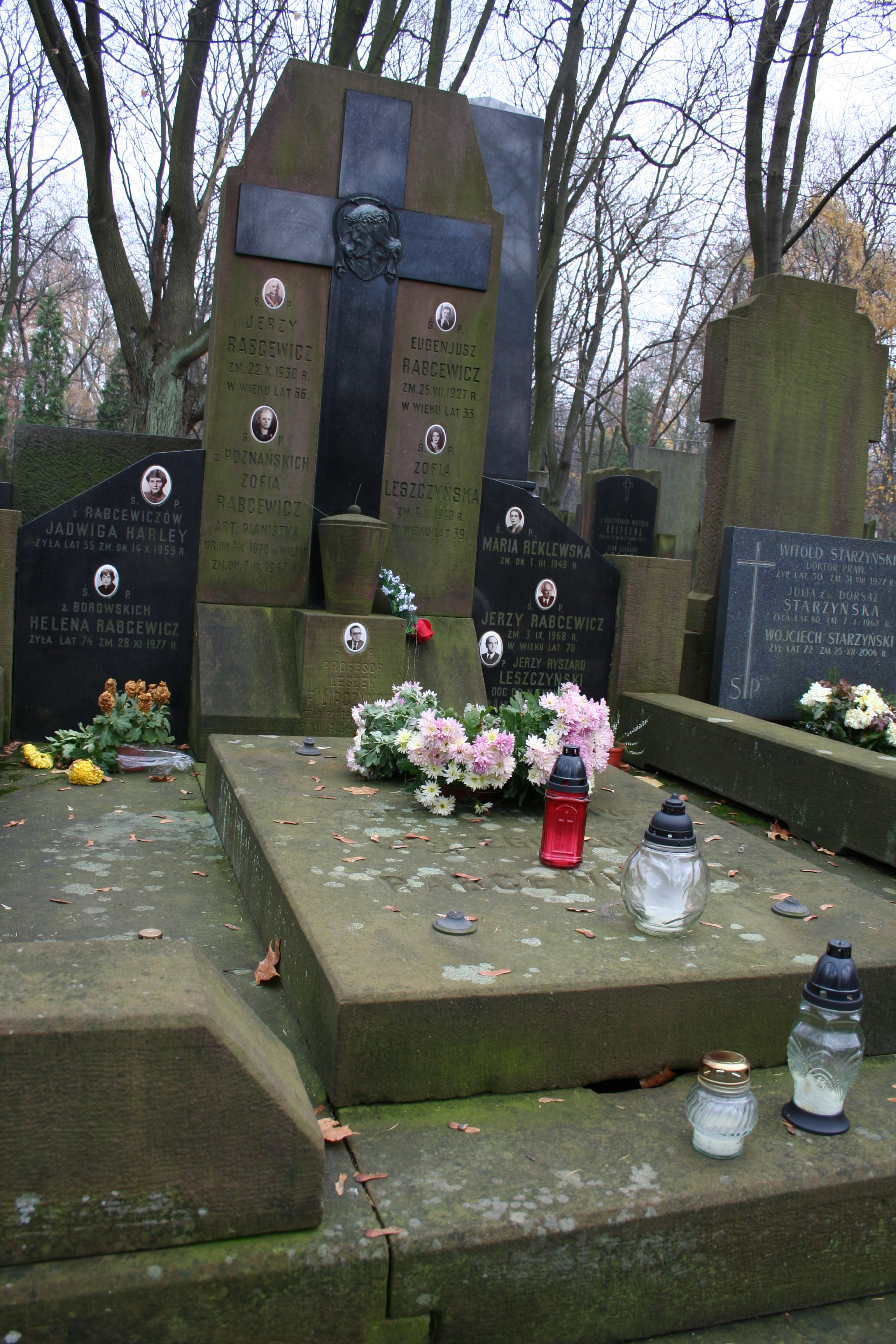
Grób Zofii Rabcewicz na Starych Powązkach w Warszawie

Zofia Maria Rabcewicz (ur. 7 października 1870 w Wilnie, zm. 3 września 1947 w Milanówku) – polska pianistka; juror Międzynarodowych Konkursów Pianistycznych im. Fryderyka Chopina w latach 1927, 1932 i 1937.

## Życiorys
Urodziła się w rodzinie Kazimierza Poznańskiego i Amilii z Kellerów. Była siostrą babki ze strony ojca aktorki Aliny Janowskiej. Krzysztof Logan Tomaszewski jest prawnukiem pianistki ze strony matki Zofii. Edukacje muzyczną rozpoczęła w 1877 roku w Konserwatorium Rosyjskiego Cesarskiego Towarzystwa Muzycznego u Iosifa Borowki w Petersburgu. Od 1884 była uczennicą Antona Rubinsteina. Naukę zakończyła 31 maja 1890 grając na dyplomowym koncercie Koncert d-moll Rubinsteina. Za ten występ została wyróżniona i nagrodzona dwoma fortepianami. W 1891 odbyła tournée po Rosji, Niemczech i Austrii zbierając entuzjastyczne recenzje.
W 1918 osiadła na stałe w Warszawie, gdzie występowała z recitalami chopinowskimi, brała udział w koncertach symfonicznych i kameralnych ze skrzypkami i wiolonczelistami. Od 1921 występowała w Polskim Radio, a w 1922 zadebiutowała w Warszawie odnosząc wielkie sukcesy. W latach 1893–1918 występowała tylko sporadycznie. W czasie I wojny światowej dawała charytatywne koncerty na rzecz polskich rodzin. W latach 1922–1928 uczyła w Konserwatorium Warszawskim oraz w Szkole Umuzykalniającej Wysockich. Jej uczniami byli między innymi Tomasz Kiesewetter, Maria Strakacz i Stanisław Chojecki. W latach 1927, 1932 i 1937 była jurorką Międzynarodowych Konkursów Pianistycznych im. Fryderyka Chopina w Warszawie.
Połączenie fenomenalnej pamięci artystki z jej wspaniałą techniką pianistyczną pozwalało jej wykonać natychmiast kilkadziesiąt utworów. Jej repertuar obejmował niemalże wszystkie dzieła Chopina i Schumanna, większość sonat Beethovena oraz kompozycje Couperina, Rameau, Scarlattiego, Bacha, Haydna, Mozarta, Schuberta, Liszta, Brahmsa, Francka, Ladowa, Rachmaninowa, Skriabina, d’Alberta, Clementiego, Fielda i innych. Propagowała dzieła Stanisława Moniuszki, Michała Kleofasa Ogińskiego, Aleksandra Zarzyckiego, Zygmunta Noskowskiego, Ignacego Jana Paderewskiego, Franciszka Brzezińskiego, Henryka Melcera, Karola Szymanowskiego, Juliusza Zarębskiego i Ludomira Różyckiego.
Okupację spędziła w Warszawie, gdzie dała ok. 60 koncertów konspiracyjnych. W 1946 była gwiazdą pierwszego Międzynarodowego Festiwalu Chopinowskiego w Dusznikach-Zdroju. Ostatni jej występ odbył się 2 lipca 1947 i był to był recital chopinowski w Polskim Radiu.

## Życie prywatne
Jej mężem był Jerzy Rabcewicz (1864–1930), tytularny generał brygady Wojska Polskiego. Pobrali się w 1893, mieli czworo dzieci. 
Zofia Rabcewicz wraz z mężem spoczywa w grobowcu rodzinnym na cmentarzu Powązkowskim w Warszawie (kwatera 237-4-9,10).
Postanowieniem prezydenta Bolesława Bieruta z 6 września 1947 pośmiertnie została odznaczona Krzyżem Komandorskim Orderu Odrodzenia Polski.

## Dyskografia[7]
- Ballada F-dur op. 38 F. Chopina, Odeon, 1932
- Ballada F-dur op. 38 F. Chopina, Muza 1932
- Mazurek C-dur op. 56 nr 2 F. Chopina, Odeon, 1932
- Mazurek cis-moll op. 63.3 F. Chopina, Odeon, 1932
- Walc cis-moll op. 64.2 F. Chopina, Odeon, 1932